# Афшар, Эсин
Эсин Афшар (имя при рождении Эсин Синаноглу, 1 января 1936, Бари — 14 ноября 2011, Стамбул) — турецкая певица и актриса

.

## Биография
Родилась в городе Бари (Италия) в семье писателя и сотрудника турецкого посольства Нюзхета Хашима Синаноглу и его жены журналистки и писательницы Рювейде. Эсин Афшар была младшей из пяти детей. Один из её братьев, Октай Синаноглу — известный химик.
Изучала игру на пианино в Анкарской консерватории. После окончания консерватории начала работать пианисткой в турецком государственном театре оперы и балета, но вскоре перешла на работу в театр. Также она вышла замуж за Керима Афшара. После двенадцати лет работы в театре, Эсин Афшар вернулась к занятиям музыкой и начала исполнять песни на французском и итальянском языках. После встречи с Рухи Су, она включила в свой репертуар турецкую народную музыку. В 1975 году после развода с Керимом Афшаром Эсин Афшар вышла замуж за Шенера Арала. После середины 1980-х годов Эсин Афшар совершала в основном заграничные туры. В 1999 году она была госпитализирована.
14 ноября 2011 года Эсин Ашар умерла в стамбульском госпитале, куда была она госпитализирована за три недели до этого в связи с лейкемией. Эсин Афшар похоронена на кладбище Караджаахмет. У неё остались муж Шенер Арал, сын Доган Джан и дочь Пынар.

## Карьера
В 1970 году Эсин Афшар дала серию концертов в Италии. В 1972 году она посетила Советский Союз и Южную Корею, в 1973 году — Израиль, Великобританию, Бельгию и Тунис. В 1974 году Эсин Афшар совершила тур по Австралии. В 1975 году она принимала участие в отборе представительницы Турции на Евровидение. В 1985 году Эсин Афшар дала концерт в Париже. В 1988 году она дала концерт в Лозанне, а в 1989 году — в Мюлузе.

## Дискография

### Альбомы[10]
- Dün ve Bugünün Türk Şiir ve Ezgileri, 1986
- Ruhi Su’ya Türkü, 1987
- Yunus Emre, 1991
- Esin Alaturka, 1995
- Atatürk, 1997
- Özlem, 1998
- Pembe Uçurtma, 1998
- Caz Yorumlarıyla Aşık Veysel, 1999
- Nazım Hikmet Şarkıları, 2000
- Yunus Emre & Mevlana Şarkıları, 2002
- Söz Çiğdem Talu, 2006
- Büyük Türk Şairi Nazım Hihmet, 2010
- Esin Afşar Odeon Yılları, 2010

### 45-миллиметровые пластинки[10]
- Allam Allam Seni Yar / Yoh Yoh, 1970
- Niksarın Fidanları / Aliyi Gördüm Aliyi, 1970
- Gurbet Yorganı / Elif, 1970
- Halalay Çocuk / Güzelliğin On Para Etmez, 1970
- Allam Allam Seni Yar / Drama Köprüsü, 1970
- Yoh Yoh / Bebek (Bir Masal Türküsü), 1970
- Kara Toprak / Yunus (Bana Seni gerek Seni), 1970
- Yağan Yağmur / Çatladı Dudaklarım Öpülmeyi Öpülmeyi, 1971
- Diley Diley Yar / Yaprağı, 1971
- Sivastopol / Küçük Kuşum, 1971
- Gel Dosta Gidelim / Sorma, 1971
- Dert Şarkısı / Niye Çattın Kaşlarını, 1974
- Sandığımı Açamadım / Güneşe Giden Gemi, 1974
- Canı Sıkılan Adam / Yiğidin Öyküsü, 1975
- Sanatçının Kaderi / O Pencere, 1975
- Hacer Hanım / Ben Olayım, 1976
- Zühtü / Kaz, 1976